# Trem do Pantanal
O Trem do Pantanal (nome oficial Pantanal Express) era um serviço de trem de passageiros de longo percurso que ligava  Bauru SP a Corumbá MS. Oficialmente era a Estrada de Ferro Noroeste do Brasil. A linha foi inaugurada em 1914, chegando a Corumbá em 1952. Foi nos anos 1960, 1970 e 1980 que a ferrovia viveu seu apogeu, sendo chamada por alguns, erroneamente, como o "Trem da Morte", visto que o verdadeiro Trem da Morte era a sua extensão boliviana.
De 1995 a 2009, funcionou apenas como transporte cargueiro. Em 2006, a linha foi adquirida pela América Latina Logística, que a comprou do grupo americano Noel Group, até então administradora do trecho. Apesar de chamar-se Trem do Pantanal, seu roteiro, por enquanto, é só Campo Grande - Aquidauana - Miranda. O trem tem capacidade total de 282 lugares (no início de 2010).

## Generalidades

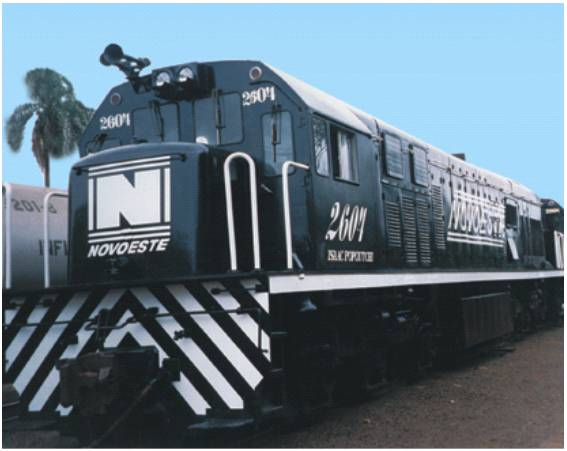
Locomotiva da Novoeste, que substituiu a Noroeste por pouco tempo
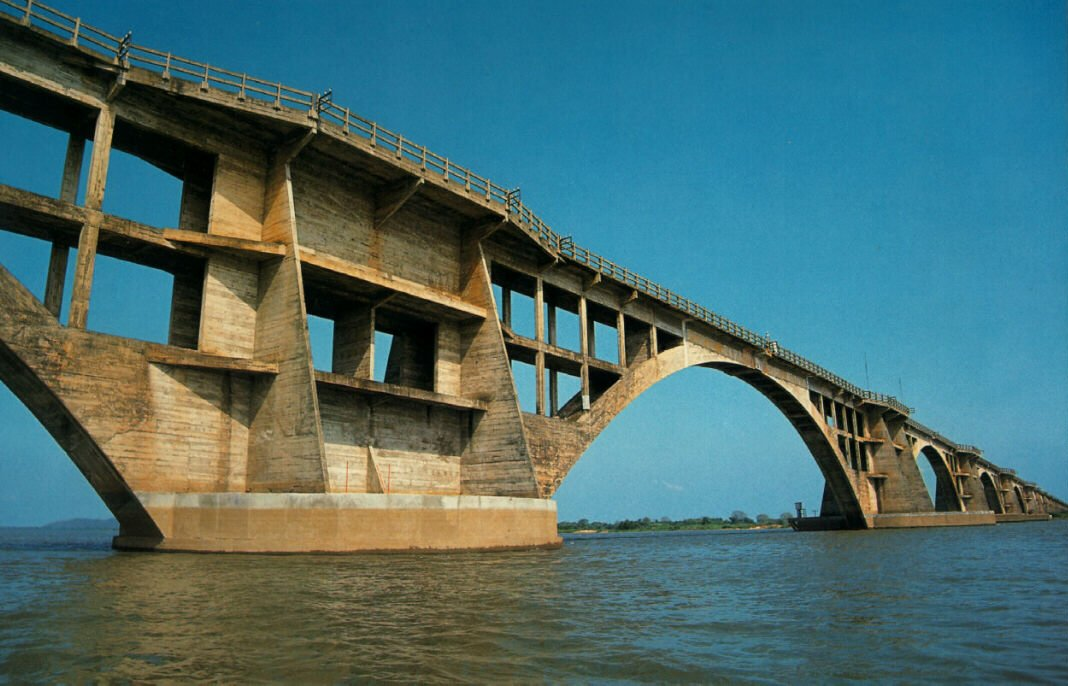
Ponte Eurico Gaspar Dutra, sobre o Rio Paraguai
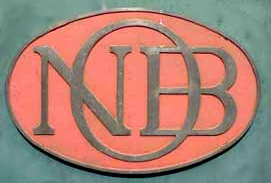
Logotipo da N.O.B., antiga responsável pelo Trem do Pantanal

Este serviço de trem de passageiros já funcionou fazendo os trechos Bauru - Corumbá, conduzindo passageiros com a função de turismo ou de comércio de exportação. É considerada um dos meios de transportes menos impactantes do ponto de vista ambiental, pois se encontra totalmente construída há mais de meio século, e suas extensões ferroviarias permitem o acesso à Bolívia, Peru e Chile. Esta ferrovia permite a integração sócio-econômica ao bloco regional do Mercosul.
A construção da Estrada de Ferro Noroeste do Brasil (a qual o Trem do Pantanal fez parte) motivou o crescimento do antigo Mato Grosso e do noroeste paulista nas primeiras décadas do século XX. O grande fluxo de pessoas e mercadorias facilitou o intercâmbio do estado com outras regiões do Brasil, além de ajudar no desenvolvimento das localidades por onde a estrada passava. Com duas frentes de trabalho na construção da linha, uma a partir de Bauru e outra a partir de Porto Esperança, a Estrada de Ferro Noroeste contou com um grande número de trabalhadores, muitos dos quais acabaram estabelecendo raízes na região após a conclusão das obras.

### Veículo
O trem é composto por um número variavel de vagões de passageiros (conforme a demanda) distribuídos em três categorias: executiva, turística e econômica e um carro-bagageiro. Os vagões possuem ar-condicionado, poltronas e janelas panorâmicas com 64 lugares cada (quatrocentos lugares no total considerando 8 vagões), um vagão-restaurante e um carro-varanda (lanchonete) para contemplação do Canyon de Piraputanga e outras paisagens.

### Trecho
O projeto Trem do pantanal, da América Latina Logística, está lentamente sendo implantado e iniciou sua primeira fase em maio de 2009, embora tenha sido inicialmente prevista para estar concluída até 2005. Como os trilhos foram removidos dos cruzamentos com ruas centrais de Campo Grande em 2004, as composições partem da Estação Indubrasil onde foi construída a nova Estação Ferroviária de Campo Grande (de passageiros pois a de cargas se encontra no  anel ferroviario). A antiga Estação Indubrasil, localizada em frente, também foi reformada, assim como as estações de Piraputanga, Aquidauana, Taunay e Miranda e outras.  
A viagem é feita de vez em quando, dependendo da demanda e em datas dependendo de consulta na Serra Verde Express, sempre aos sábados, no trecho Campo Grande (Indubrasil)-Miranda. Isto para evitar graves prejuízos, o que poderia acarretar em novo fim do Trem do Pantanal. A viagem dura cerca de sete horas, com velocidade entre 30 km/h e 40 km/h, com almoço em Aquidauana (aonde fica parado umas 2 horas), terminando em Miranda no fim da tarde. Mas essa lentidão não é problema para os passageiros porque eles não viajam a negócios, são viagens turísticas, eles fotografam, filmam, apreciam as paisagens, as estações que se veem tanto do lado direito como do lado esquerdo. A estação Palmeiras por exemplo, está do lado esquerdo (de quem vai para Miranda).
Foi prometida a chegada do Trem do Pantanal em, Corumbá em 2011 mas foi mais uma promessa não cumprida. A nova previsão é até 2014, ano da Copa de 2014.

## História

### Construção e inauguração

#### Mudança de planos: destino Corumbá e repartição da concessão
Em 1907, o destino da concessão federal foi novamente modificado de Cuiabá para o porto fluvial de Corumbá, na divisa com a Bolívia, em pleno Pantanal. Em seguida (1908), a concessão foi dividida em duas partes: a primeira entre Bauru e Itapura (próximo à foz do Rio Tietê), e a segunda entre Itapura e Corumbá. A primeira parte não se alterou. Já a segunda passou a figurar juridicamente como domínio da União, embora devesse ser construída pela própria Companhia E. F. Noroeste do Brasil e arrendada à mesma por sessenta anos.

#### Itapura-Corumbá
Em maio de 1908, iniciou-se então a construção da ferrovia Itapura-Corumbá. Duas equipes trabalharam simultaneamente nas duas extremidades, a partir de Itapura e a partir de Porto Esperança. A ligação foi feita em 1914, nas proximidades da estação então convenientemente denominada Ligação. Houve grande dificuldade de atravessar os principais rios, Paraná e Paraguai. Devido à grande largura do leito dos mesmos, a construção das respectivas pontes foi demorada, pois exigiu grande complexidade de engenharia e grandes recursos financeiros. Em ambos os casos, a navegação foi a solução temporária para se chegar de Porto Esperança á Corumbá.
A ponte do Rio Paraguai foi construída sob muita dificuldade. O ponto final planejado, Corumbá, estava do outro lado, 78 km rio acima. Na estação de Porto Esperança, inaugurada em 1912, os passageiros tomavam o navio a vapor para Corumbá, viagem que demorava cerca de doze horas. Em pleno Pantanal (planicie sem fim), o leito do rio varia muito, por isso nem a travessia por balsa foi instalada. Apenas em 1937 foi tomada a decisão de construir a ponte, com a ferrovia boliviana já em avançado estágio, tendo seu ponto final em Santa Cruz de la Sierra, região central daquele país. A construção durou uma década, sendo inaugurada em 1947 com o nome de Ponte Barão do Rio Branco, atualmente Ponte Eurico Gaspar Dutra. Contudo, somente em 1953 a ferrovia chegou a Corumbá.(quase quarenta anos após chegar a Porto Esperança) .

#### O ramal de Porto Ladário
A Estação Ferroviária de Corumbá fica distante do leito do rio. Assim, para dar acesso portuário à ferrovia, criou-se um pequeno ramal até Ladário, município-enclave de Corumbá. A Estação Ferroviária de Porto Ladário fica nas proximidades da Base Naval de Ladário, da Marinha do Brasil e tem servido também à indústria de cimento Itaú.

### A estatização
Em 1915, a União rescindiu o contrato de empreitada e arrendamento que tinha com a Companhia Estrada de Ferro Noroeste do Brasil da ferrovia Itapura-Corumbá e encampou a ferrovia Bauru-Itapura, da mesma empresa. Como resultado, tudo foi fundido sob controle estatal e, após ter alguns nomes por um curto período, voltou à denominação definitiva Estrada de Ferro Noroeste do Brasil.
Em 1957, a N.O.B. foi uma das dezoito empresas formadoras da Rede Ferroviária Federal S.A., uma sociedade de economia mista criada com a finalidade de concentrar todo o patrimônio ferroviário pertencente à União.

### A desestatização

#### Apenas transporte de cargas
Nos anos 1990, com o crescimento das rodovias, houve uma queda no número de passageiros. Ao contrário dos países como Estados Unidos, Austrália e Rússia (que, pela extensão territorial, mantêm investimentos ferroviários), no Brasil houve a privatização, falta de manutenção do patrimônio e fim do transporte de passageiro. A partir de 10 de março de 1992, a Noroeste do Brasil entrou no Programa Nacional de Desestatização - PND, dando início ao plano de desestatização do Governo Collor. A partir daí as viagens começaram a ficar mais escassas, sendo a linha suspensa temporariamente e reativada em alguns momentos, sendo um deles em dezembro de 1994. Mas, somente no 1º trimestre de 1995, já no governo FHC, o Congresso aprovou a lei de concessão de serviços públicos.
A abertura da economia, a inserção do Brasil no mercado internacional, a necessidade de alternativas racionais ao transporte de cargas e passageiros, rodoviário e aéreo, e a enorme potencialidade do setor de transportes concorreram para a privatização da Rede Ferroviária Federal S/A - RFFSA em 1996. Em maio do mesmo ano, no início do governo Fernando Henrique Cardoso, o transporte de passageiros foi suspenso em todo o estado de Mato Grosso do Sul e a ferrovia ficou comprometida com a privatização da Rede Ferroviária Federal, quando o grupo norte-americano Noel Group, sócio majoritário da Empresa Novoeste S/A, assumiu a concessão do trecho Bauru – Corumbá e a abandonou, a ponto de a falta de manutenção da ferrovia ter prejudicado o transporte da produção agrícola de Mato Grosso do Sul e da Bolívia, funcionando de forma precária e restringindo-se quase exclusivamente ao transporte de combustível. Pelo processo de privatização da Rede Ferroviária Federal, a ferrovia foi a primeira a ser vendida como "Malha Oeste". A partir de então, seu contrato de concessão compreenderia apenas o serviço de cargas. Assim, os trens de passageiros foram desde então extintos em toda a Malha Oeste. Por parar de circular, os trens ficaram enferrujados e a ferrovia em mau estado. Esta foi fundida em 1998 com a Ferronorte e a Ferroban através do consórcio Brasil Ferrovias S.A.. O processo de desestatização das ferrovias brasileiras só foi concluído efetivamente em 1999, quando o Ministério dos Transportes apresentou o Relatório Anual de Acompanhamento das Concessões Ferroviárias. Em 2002, houve nova cisão da Novoeste, juntamente com outros trechos paulistas de bitola métrica, formando a chamada Novoeste Brasil.

#### Pantanal Express
Em 1999, o então governador Zeca do PT, recém-empossado, teve como meta reativar o Trem do Pantanal. A promessa da volta do trem era para novembro de 2005, mas não aconteceu apesar de várias obras terem sido feitas, como a construção da nova Estação de Indubrasil, inaugurado pelo Governador André Puccinelli. Produzidos em Sorocaba, o novo Trem do Pantanal estava parado na Estação Ferroviária de Corumbá desde Novembro de 2005 e os vagões de passageiros tiveram que ir para Sorocaba. (As locomotivas nunca ficaram paradas). Em fevereiro de 2006 o trecho foi comprado pela América Latina Logística (que no ano anterior já acenava esse interesse), que anunciou a reforma da ferrovia para operar a locomotiva GE C30-7. Houve a fusão da Novoeste Brasil/Brasil Ferrovias com a ALL, através de troca de ações entre os respectivos controladores. 
O trem fez a sua primeira viagem oficial em 9 de maio de 2009 só para autoridades como Presidente Lula e a viagem para o público foi liberada dia 16 de Maio do mesmo ano. Mediante um complexo convênio entre o estado do Mato Grosso do Sul, o governo federal, as prefeituras e a América Latina Logística, há previsão da reativação da linha de passageiros integral entre Campo Grande e Corumbá, mas os dormentes estão sendo substituídos até 2011/2012.. A locomotiva continua sendo vermelha, aparentemente a mesma com a qual os sul-mato-grossenses estão acostumados. Os vagões, que eram antigamente azuis, agora são prateados com grafites temáticos pantaneiros.